# Vielmanay
Vielmanay è un comune francese di 193 abitanti situato nel dipartimento della Nièvre nella regione della Borgogna-Franca Contea.

## Società

### Evoluzione demografica
Abitanti censiti